# Руді Том'янович
Рудольф Том'янович (молодший) (англ. Rudolph Tomjanovich Jr.; нар. 24 листопада 1948, Гемтремк) — американський професіональний баскетболіст, що грав на позиції нападника за команду НБА «Сан-Дієго / Х'юстон Рокетс». Гравець національної збірної США. Згодом — баскетбольний тренер. Дворазовий чемпіон НБА.

## Ігрова кар'єра
На університетському рівні грав за команду Мічиган (1967—1970).
1970 року був обраний у першому раунді драфту НБА під загальним 2-м номером командою «Сан-Дієго Рокетс». Професіональну кар'єру розпочав того ж року виступами за «Рокетс», які 1971 року переїхали з Сан-Дієго до Х'юстона. Захищав кольори команди протягом усієї історії виступів у НБА, яка налічувала 11 сезонів. За цей час п'ять разів був учасником матчів усіх зірок НБА. Є третім найкращим бомбардиром в історії «Рокетс», поступаючись лише Келвіну Мерфі та Хакіму Оладжувону. 1977 року змушений був пропустити половину сезону через травми, отримані внаслідок відомої в історії НБА бійки — під час матчу з «Лос-Анджелес Лейкерс» зав'язалась бійка між кількома гравцями і Том'янович біг розбороняти учасників, проте несподівано отримав удар від Керміта Вашингтона, який зламав йому щелепу.

## Статистика виступів в НБА

### Регулярний сезон
| Сезон             | Команда            | GP  | GS | MPG  | FG%  | 3P%  | FT%  | RPG  | APG | SPG | BPG | PPG  |
| ----------------- | ------------------ | --- | -- | ---- | ---- | ---- | ---- | ---- | --- | --- | --- | ---- |
| 1970–1971         | «Сан-Дієго Рокетс» | 77  | …  | 13.8 | .383 | …    | .652 | 4.9  | .9  | …   | …   | 5.3  |
| 1971–1972         | «Х'юстон Рокетс»   | 78  | …  | 34.5 | .495 | …    | .723 | 11.8 | 1.5 | …   | …   | 15.0 |
| 1972–1973         | «Х'юстон Рокетс»   | 81  | …  | 36.7 | .478 | …    | .746 | 11.6 | 2.2 | …   | …   | 19.3 |
| 1973–1974         | «Х'юстон Рокетс»   | 80  | …  | 40.3 | .536 | …    | .848 | 9.0  | 3.1 | 1.1 | .8  | 24.5 |
| 1974–1975         | «Х'юстон Рокетс»   | 81  | …  | 38.7 | .525 | …    | .790 | 7.6  | 2.9 | .9  | .3  | 20.7 |
| 1975–1976         | «Х'юстон Рокетс»   | 79  | …  | 36.9 | .517 | …    | .767 | 8.4  | 2.4 | .5  | .2  | 18.5 |
| 1976–1977         | «Х'юстон Рокетс»   | 81  | …  | 38.6 | .510 | …    | .839 | 8.4  | 2.1 | .7  | .3  | 21.6 |
| 1977–1978         | «Х'юстон Рокетс»   | 23  | …  | 36.9 | .485 | …    | .753 | 6.0  | 1.4 | .7  | .2  | 21.5 |
| 1978–1979         | «Х'юстон Рокетс»   | 74  | …  | 35.7 | .517 | …    | .760 | 7.7  | 1.9 | .6  | .2  | 19.0 |
| 1979–1980         | «Х'юстон Рокетс»   | 62  | …  | 29.6 | .476 | .278 | .803 | 5.8  | 1.8 | .5  | .2  | 14.2 |
| 1980–1981         | «Х'юстон Рокетс»   | 52  | …  | 24.3 | .467 | .235 | .793 | 4.0  | 1.6 | .4  | .1  | 11.6 |
| Усього за кар'єру | Усього за кар'єру  | 768 | …  | 33.5 | .501 | .262 | .784 | 8.1  | 2.0 | .7  | .3  | 17.4 |

### Плей-оф
| Сезон             | Команда           | GP | GS | MPG  | FG%  | 3P%  | FT%  | RPG | APG | SPG | BPG | PPG  |
| ----------------- | ----------------- | -- | -- | ---- | ---- | ---- | ---- | --- | --- | --- | --- | ---- |
| 1975              | «Х'юстон Рокетс»  | 8  | …  | 38.0 | .563 | …    | .833 | 8.0 | 2.9 | .1  | .5  | 23.0 |
| 1977              | «Х'юстон Рокетс»  | 12 | …  | 38.1 | .505 | …    | .784 | 5.4 | 2.0 | .6  | .3  | 20.3 |
| 1979              | «Х'юстон Рокетс»  | 2  | …  | 32.0 | .391 | …    | .400 | 7.0 | 1.0 | .5  | .5  | 10.0 |
| 1980              | «Х'юстон Рокетс»  | 7  | …  | 26.4 | .375 | .143 | .692 | 5.7 | 1.4 | .3  | .0  | 8.3  |
| 1981              | «Х'юстон Рокетс»  | 8  | …  | 3.9  | .111 | .000 | .667 | .8  | .0  | .0  | .0  | .8   |
| Усього за кар'єру | Усього за кар'єру | 37 | …  | 28.1 | .489 | .100 | .771 | 5.1 | 1.6 | .3  | .2  | 13.8 |

## Тренерська робота
1983 року розпочав тренерську кар'єру, ставши асистентом головного тренера команди «Х'юстон Рокетс», в якій пропрацював до 1992 року. Спочатку допомагав тренеру Біллу Фітчу, а потім Дону Чейні.
У лютому 1992 року був призначений виконувачем обов'язків головного тренера «Х'юстон Рокетс» і майже вивів команду до плей-оф. Це було розцінено як успіх, адже до того сезон був зовсім провальним. Тому після сезону він вже став повноцінним головним тренером. 1994 та 1995 року двічі приводив клуб до титулу чемпіона НБА. Після сезону 2002—2003 залишив клуб, щоб боротися з раком сечового міхура, який йому діагностували напередодні.
1998 року працював головним тренером Збірної США під час Чемпіонату світу в Греції. Незважаючи на відсутність гравців НБА, зумів завоювати з командою бронзові нагороди турніру. Згодом 2000 року, вже з гравцями НБА у складі, він завоював золоті медалі Олімпіади в Сіднеї.
Останнім місцем тренерської роботи була команда «Лос-Анджелес Лейкерс», головним тренером якої Руді Том'янович був призначений 2004 року. Пропрацювавши з командою на 41-ому матчі, подав у відставку, не впоравшись із фізичним та психологічним тиском.

### Тренерська статистика
| Команда                | Сезон   | G   | W   | L   | W–L% | Місце                    | PG | PW | PL | PW–L% | Результат                       |
| ---------------------- | ------- | --- | --- | --- | ---- | ------------------------ | -- | -- | -- | ----- | ------------------------------- |
| «Х'юстон Рокетс»       | 1991–92 | 30  | 16  | 14  | .533 | 3-є в Середньо-Західному | —  | —  | —  | —     | не вийшли до плей-оф            |
| «Х'юстон Рокетс»       | 1992–93 | 82  | 55  | 27  | .671 | 1-е в Середньо-Західному | 12 | 6  | 6  | .500  | Програш у півфіналі Конференції |
| «Х'юстон Рокетс»       | 1993–94 | 82  | 58  | 24  | .707 | 1-е в Середньо-Західному | 23 | 15 | 8  | .652  | Чемпіони НБА                    |
| «Х'юстон Рокетс»       | 1994–95 | 82  | 47  | 35  | .573 | 3-є в Середньо-Західному | 22 | 15 | 7  | .682  | Чемпіони НБА                    |
| «Х'юстон Рокетс»       | 1995–96 | 82  | 48  | 34  | .585 | 3-є в Середньо-Західному | 8  | 3  | 5  | .375  | Програш у півфіналі Конференції |
| «Х'юстон Рокетс»       | 1996–97 | 82  | 57  | 25  | .695 | 2-е в Середньо-Західному | 16 | 9  | 7  | .563  | Програш у фіналі Конференції    |
| «Х'юстон Рокетс»       | 1997–98 | 82  | 41  | 41  | .500 | 4-е в Середньо-Західному | 5  | 2  | 3  | .400  | Програш у Першому раунді        |
| «Х'юстон Рокетс»       | 1998–99 | 50  | 31  | 19  | .620 | 3-є в Середньо-Західному | 4  | 1  | 3  | .250  | Програш у Першому раунді        |
| «Х'юстон Рокетс»       | 1999–00 | 82  | 34  | 48  | .415 | 6-е в Середньо-Західному | —  | —  | —  | —     | не вийшли до плей-оф            |
| «Х'юстон Рокетс»       | 2000–01 | 82  | 45  | 37  | .549 | 5-е в Середньо-Західному | —  | —  | —  | —     | не вийшли до плей-оф            |
| «Х'юстон Рокетс»       | 2001–02 | 82  | 28  | 54  | .341 | 5-е в Середньо-Західному | —  | —  | —  | —     | не вийшли до плей-оф            |
| «Х'юстон Рокетс»       | 2002–03 | 82  | 43  | 39  | .524 | 5-е в Середньо-Західному | —  | —  | —  | —     | не вийшли до плей-оф            |
| «Лос-Анджелес Лейкерс» | 2004–05 | 43  | 24  | 19  | .558 | (звільнений)             | —  | —  | —  | —     | —                               |
| Усього                 |         | 943 | 527 | 416 | .559 |                          | 90 | 51 | 39 | .567  |                                 |